# Historia Raciborza
Historia Raciborza – przypuszcza się, że osada Budorgis z mapy Ptolemeusza może być Raciborzem. Budorgis została odwzorowana na antycznej mapie Klaudiusza Ptolemeusza z lat 142–147 naszej ery. O tym, że miejscowość ta mogła być Raciborzem, informuje kompendium „Hazlitt” (wyd. w 1850 r.) lub „Lexicon Universale” (wyd. w 1698 r.) oraz wynika to z położenia wśród innych zidentyfikowanych miejscowości Śląska. Należy jednak krytycznie zauważyć, iż pisarze tej doby chętnie dorabiali miastom i narodom antyczne rodowody.

## Średniowiecze

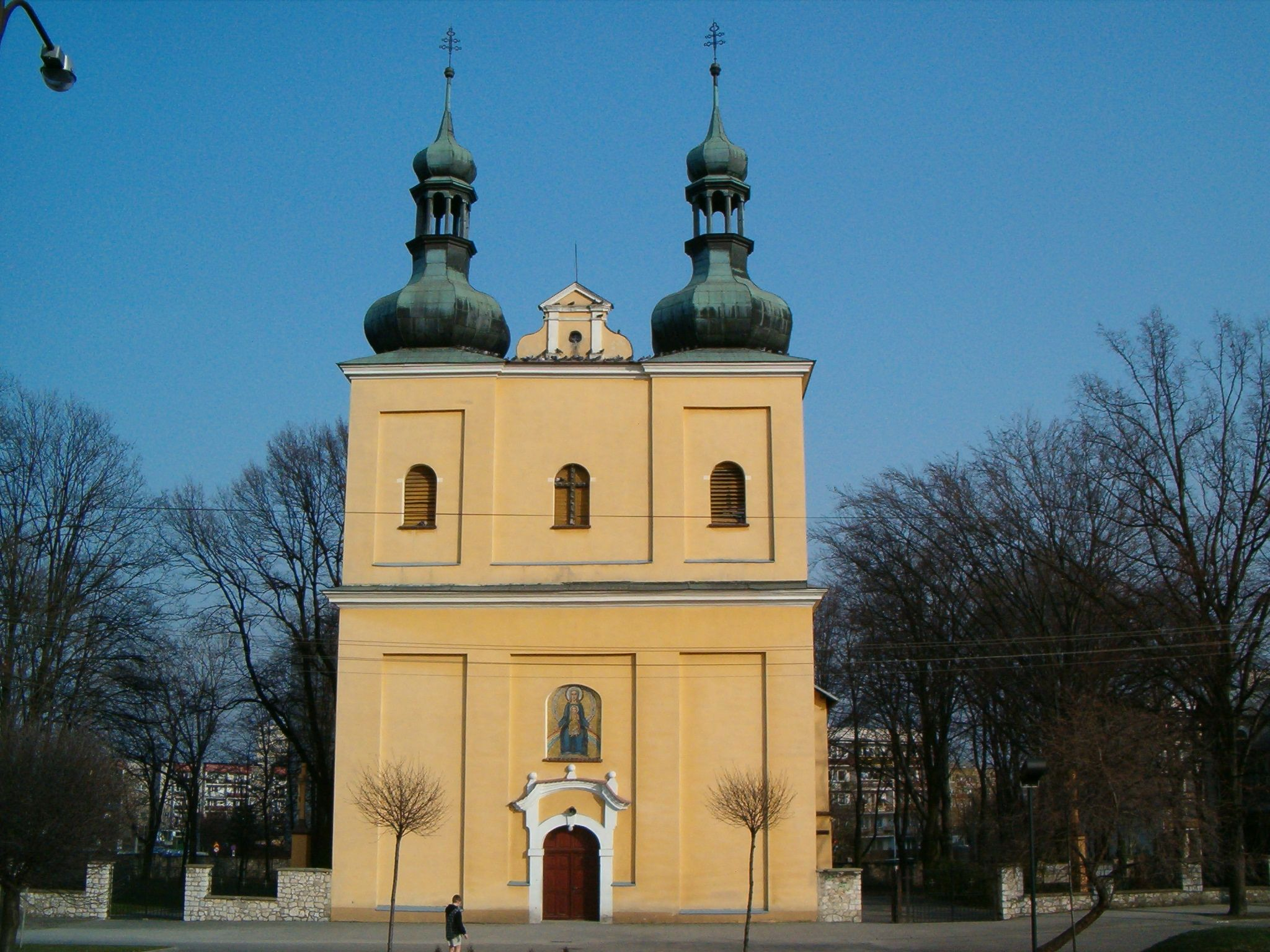
Kościół Matki Bożej

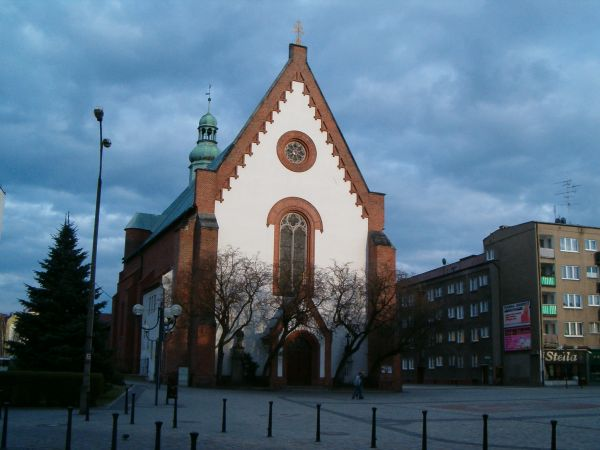
Kościół św. Jakuba

Gród raciborski istniał co najmniej już od XI w. Bronił przeprawy rzecznej przed Odrę na szlaku handlowym prowadzącym przez Bramę Morawską do Polski. Racibórz leżał na skrzyżowaniu wielu szlaków handlowych, m.in. z Czech i Moraw do Krakowa, na Ruś i na Śląsk. Według staropolskich podań był stolicą Kwadów, a w kronice Galla Anonima znajduje się informacja o zdobyciu w 1108 r. raciborskiego grodu przez rycerzy Bolesława Krzywoustego. W dalszych przekazach Racibórz wymienia się jako gród kasztelański, a od 1172 r. staje się stolicą księstwa z Mieszkiem I Plątonogim na tronie. Dwukrotnie w 1241 r. silny raciborski gród warowny stawiał opór Mongołom.
Prawa miejskie Racibórz otrzymał w pierwszej ćwierci XIII w. (ok. 1217 r., kiedy gród został zlokalizowany na prawach flamandzkich). W dniu 17 czerwca 1299 Przemysław (książę raciborski) nadał Raciborzowi prawa miejskie według prawa magdeburskiego, na podstawie których miasto przejęło od księcia wiele jego uprawnień.
XIII wiek był czasem prężnego rozwoju Raciborza, w książęcej mennicy bito pierwszą monetę z polskim napisem „Milost”, a w klasztorze dominikanów Wincenty z Kielczy, autor hymnu o św. Stanisławie „Gaude Mater Polonia”, zapisał w kronice pierwsze polskie zdanie – „Gorze szą nam stało”. Dogodne położenie wpływało na szybki rozwój miasta i tak powstawały wielkie składy soli, odbywały się największe na Śląsku targi zboża oraz rozwinięte było rzemiosło, zwłaszcza tkactwo i sukiennictwo.
W XIV w. Racibórz był jednym z najludniejszych miast na Śląsku. Wraz z rokiem 1336 skończyło się władanie Piastów, a miasto zostało przejęte przez opawskich Przemyślidów. Za ich panowania (według Norberta Miki) – przed 1413 r. miasto zdołało wykupić za znaczną sumę halerzy raciborskich (srebrna moneta dwustronnie bita) dziedziczne wójtostwo. Zwiększyły się również kompetencje rady miejskiej, która posiadła prawo wyboru burmistrza, sprawującego władzę wykonawcza w mieście.

## Nowożytność

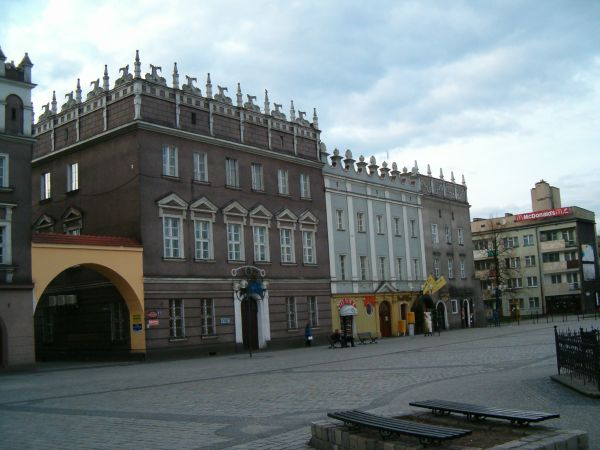
Sukiennice

W 1521 r. zmarł Walentyn Przemyślida, który nie pozostawił po sobie żadnego potomka, a Księstwo Raciborskie wróciło znów do Piastów, a mianowicie księcia opolskiego Jana II Dobrego z górnośląskiej linii Piastów. Wydał on w 1531 r. tzw. przywilej Hanuszowy. W czasach księstwa opolsko-raciborskiego Racibórz wraz z Opolem, Prudnikiem, Gliwicami, Żorami i Koźlem był własnością króla Czech.
Rok 1551 przyniósł nowych władców, a byli nimi Habsburgowie, którzy objęli całą Koronę Czeską. W XVII w. przez miasto przetoczyła się fala zniszczeń za sprawą wojny trzydziestoletniej. W 1683 r. mieszczanie zgotowali gorące powitanie królowi polskiemu Janowi III Sobieskiemu, który jechał z wojskiem na Odsiecz wiedeńską. W liście do królowej Marysieńki Sobieski opisał Racibórz krótko: Miasto tuteczne barzo piękne y obronne.
W XVIII wieku Racibórz podlegał inspekcji podatkowej w Prudniku. Wiek XVIII przyniósł kolejne zmiany, po wojnie prusko-austriackiej o Śląsk miasto zostało wcielone do Królestwa Pruskiego. Był to dla Raciborza okres szczególnie szybkiego rozwoju gospodarczego. W 1846 r. wybudowano linię kolejową, która dwa lata później połączyła Berlin z Wiedniem. Rozwijał się przemysł metalowy, a liczba ludności sięgnęła 39 tysięcy.
Pierwsza drukarnia w Raciborzu istniała już być może w 1798, a z pewnością w 1802 ukazywała się gazeta „Oberschlesisches Wochenblatt oder Nützliches Allerlei für alle Stände”. Racibórz stał się drugim po Wrocławiu rynkiem prasowym na Śląsku, zaś do 1945 ukazywało się w mieście 36 różnych gazet.

## Historia najnowsza
Mimo że Racibórz w wieku XIX był miastem o niemieckim charakterze etnicznym, to w II poł. tego wieku odrodził się tu istotny polski ośrodek kulturalny, obejmujący m.in. Towarzystwo Polsko-Górnośląskie (1886–1939) i Dom Polski „Strzecha”. Wychodziły także polskie czasopisma, m.in. Nowiny Raciborskie (1889–1921). Polscy mieszkańcy brali udział we wszystkich trzech powstaniach śląskich.

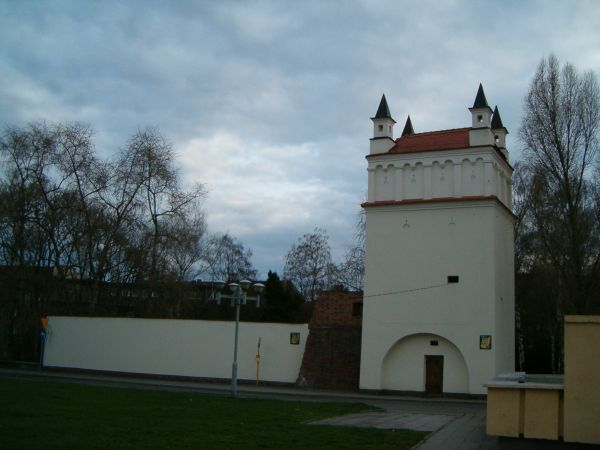
Baszta więzienna

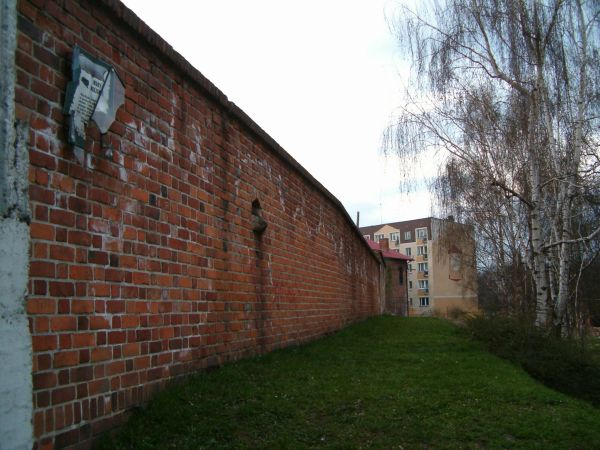
Mury miejskie

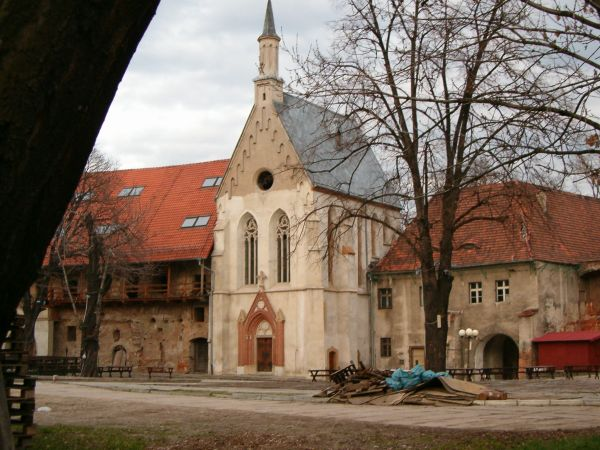
Zamek Piastowski

W lutym 1919 na konferencji paryskiej również Czechosłowacja wysunęła roszczenie terytorialne do Raciborza. Ostatecznie otrzymała w 1920 jedynie południową część powiatu raciborskiego, tzw. kraik hulczyński.
Niekorzystne dla Polski proporcje etniczne potwierdziły się podczas plebiscytu z 1921 r., kiedy to w Raciborzu 9,13% uprawnionych oddało głos za Polską, natomiast 25.336 (87,98%) głosujących opowiedziało się za przynależnością miasta do Niemiec, w tym prawie 24% tzw. emigrantów plebiscytowych (ściągniętych na tereny plebiscytowe w celu podniesienia końcowego rezultatu; wniosek o prawo głosu dla emigrantów złożyła Polska, ale w praktyce znaczna większość z nich głosowała na Niemcy). Ostatecznie granica między Polską a Niemcami została wytyczona kilka kilometrów na wschód od miasta (do Polski przyłączono natomiast wioskę Brzezie, dzisiaj położoną w granicach Raciborza). Nadal utrzymywały się tu jednak ośrodki kultury polskiej (Dom Kultury Strzecha) oraz rozwijały się polskie organizacje i stowarzyszenia społeczne i gospodarcze, m.in. Związek Polaków w Niemczech, Spółdzielnia „Rolnik” i „Ogrodnik”, Bank Ludowy.
W wyborach do Reichstagu 5 marca 1933 r. ponad 47% głosów w mieście otrzymała NSDAP. Tradycyjny, katolicki charakter miasta znalazł jednak swój wyraz w wysokim wyniku uzyskanym przez Partię Centrum (33%). W tym samym roku liczba mieszkańców Raciborza osiągnęła swój przedwojenny rekord – 51 680 osób. Prawie 92% z nich było katolikami, zaś jedynie niecałe 7% protestantami; stale zmniejszający się od XIX w. odsetek Żydów spadł do 1%.
W czasie wojny w Raciborzu pracowało osiem oddziałów roboczych jeńców wojennych: Francuzów, Brytyjczyków, Włochów i Rosjan. Istniały także ciężkie więzienie, obóz dla wysiedlonych Polaków (Polenlager 75) oraz trzy obozy pracy. Na początku 1945 r. można było zobaczyć kolumny więźniów ewakuowanych z obozów koncentracyjnych.
31 marca 1945 r. Racibórz został zdobyty przez wojska radzieckie. Miasto legło w gruzach, ok. 80% budynków mieszkalnych, zakładów przemysłowych i gmachów publicznych zostało zniszczonych, zarówno wskutek walk, jak i podpaleń dokonanych przez żołnierzy radzieckich. Po przejściu frontu w mieście znajdowało się zaledwie 3 tysiące mieszkańców. Liczba ta jednak stale powiększała się wskutek napływu polskich przesiedleńców ze Wschodu, powrotu Raciborzan którzy uciekli przed zbliżającym się frontem oraz osiedlania się mieszkańców okolicznych wsi i miasteczek. Niemieccy mieszkańcy zostali po 1945 roku w większości wysiedleni do zachodnich Niemiec. Natomiast w zamian osiedlali się Polacy wysiedleni z Kresów Wschodnich, jak i polscy osadnicy z centralnej Polski. Wiele spalonych i zniszczonych zabytkowych kamienic zostało po wojnie rozebranych a cegła z rozbiórki została wywieziona na odbudowę Warszawy. Na ich miejscu zbudowano socjalistyczne bloki lub pozostawiono luki w zabudowie co widoczne jest na wschodniej i północnej pierzei rynku ul. Mickiewicza i placu Długosza oraz ul Odrzańskiej. Pomimo tego zachowało się sporo obiektów zabytkowych. W pierwszym dziesięcioleciu po wojnie miasto zostało odbudowane, a następnie rozbudowane. Uruchomiono stare zakłady przemysłowe i budowano nowe, w latach 50. powstała Raciborska Fabryka Kotłów „Rafako” oraz rozpoczęto budować nowe osiedla mieszkalne. W 1975 r. do Raciborza wcielono sąsiednie wsie: Markowice, Sudół, Miedonię i Brzezie.
W latach dziewięćdziesiątych XX w. honorowym obywatelem Raciborza został szef Ziomkostwa Ślązaków w Niemczech i wiceprzewodniczący Związku Wypędzonych Herbert Hupka.
8 lipca 1997 miasto nawiedziła największa od stuleci powódź, która zalała ok. 60% miasta. Woda sięgnęła poziom 1046 cm, a stan alarmowy został przekroczony o 4,5 m. Straty mieszkańców i przedsiębiorców były ogromne.
21 czerwca 2001 Racibórz jako pierwsze miasto w Polsce i Europie otrzymało certyfikat ISO 14001 wprowadzając tym samym w gminie System Zarządzania Środowiskowego.

## Literatura historyczna
- A.Kuzio-Podrucki, Rodowód książąt Raciborza z rodów von Hessen i von Hohenlohe w: „Opactwo cysterskie w Rudach na Górnym Śląsku”, p. red. L. Kajzera, Katowice 2001.
- N. Mika, Š. Bělastová, Wspólne raciborsko-opawskie dziedzictwo, Racibórz 2000, ISBN 83-912030-4-2.
- Paweł Newerla, Dzieje Raciborza i jego dzielnic, Racibórz 2008, ISBN 978-83-89802-73-6.
- Jerzy Ciurlok: O drukarzach, drukarniach i drukach śląskich. Mikołów, Katowice: Regionalny Instytut Kultury w Katowicach, 2018. ISBN 978-83-952024-1-4.